# Eldor Borck
Eldor Karl Romanus Borck (* 16. April 1888 in Stettin; † 14. April 1951 in Kellinghusen, Schleswig-Holstein) war ein deutscher Offizier, Polizeibeamter und Politiker (DNVP, DKP-DRP).

## Leben und Beruf
Eldor Borck wurde als Sohn eines Kaufmanns geboren. Nach dem Abitur am Königlichen Marienstifts- und Stadtgymnasium Stettin diente er in der Preußischen Armee. Er trat am 1. Mai 1906 als Fahnenjunker in das Fußartillerie-Regiment Nr. 2 ein, wurde dort Offizier und wechselte später zum Fußartillerie-Regiment Nr. 17. Daneben kommandierte er zeitweise eine militärisch-technische Akademie. Von 1914 bis 1918 nahm er als Soldat am Ersten Weltkrieg teil, in der zweiten Hälfte des Krieges als Generalstabsoffizier. Am 19. Juli 1919 wechselte er in den Dienst der Sicherheitspolizei und leitete deren Aufbau in Ostpreußen. 1921 wurde er Major der Schutzpolizei in Berlin. Er gründete die Vereinigung der Polizeioffiziere Preußens und war zeitweilig deren Vorsitzender. Am 1. April 1923 schied er auf eigenen Antrag hin als Pensionär aus dem Polizeidienst aus, um sein bereits während der Dienstzeit begonnenes Studium der Staatswissenschaften und Volkswirtschaftslehre an der Berliner Universität fortzuführen, das er jedoch nach drei Semestern abbrach. Ende 1924 trat Borck in die Privatindustrie über und war in den folgenden Jahren als Geschäftsführer und Mitinhaber der Maschinenvertriebsgesellschaft Borck GmbH & Co. tätig. Außerdem gehörte er dem Beirat des Nationalclubs Berlin an. Vom 24. Februar bis zum 1. November 1933 fungierte er als Polizeipräsident in Stettin. Obwohl er im Anschluss in den einstweiligen Ruhestand versetzt worden war, verblieb er im Geschäftsbereich des Stettiner Regierungspräsidenten. Von 1938 bis 1945 war er Offizier beim Oberkommando der Wehrmacht, zuletzt als Oberst.

## Politik
Während der Zeit der Weimarer Republik war Borck Mitglied der DNVP und stellvertretender Landesführer des Stahlhelm in Pommern. Von 1924 bis 1933 gehörte er dem Preußischen Landtag an und war dort 1933 stellvertretender Vorsitzender und Geschäftsführer der DNVP-Fraktion.
Im September 1945 beteiligte er sich an der Gründung der Deutschen Konservativen Partei in Schleswig-Holstein und wurde Anfang 1946 deren dortiger Landesvorsitzender. Nach der Fusion der DKP mit der Deutschen Aufbaupartei zur DKP-DRP war er gemeinsam mit Otto Schmidt-Hannover von Seiten der DKP für die Zonenleitung der Partei vorgesehen. Dies wurde jedoch von der britischen Militärregierung abgelehnt. Aber auch ohne Amt auf Zonenebene bemühte er sich bei Alfred Hugenberg um finanzielle Unterstützung für die DKP, zu der dieser sich jedoch nicht in der Lage sah, da seine Konten von der Militärregierung gesperrt worden seien.
An den Verhandlungen der DKP-DRP mit der Deutschen Partei und der hessischen Nationaldemokratischen Partei am 1. Juli 1949 über einen gemeinsamen Wahlantritt zur Bundestagswahl 1949 nahm Borck für seine Partei gemeinsam mit Wilhelm Jaeger, Leonhard Schlüter, Ludwig Schwecht, Lothar Steuer und Adolf von Thadden teil. Obwohl die Pläne recht weit gediehen waren, scheiterten sie schlussendlich. Grund war die Erklärung der britischen Militärregierung, eine Fusionspartei werde keine Lizenz erhalten und könne somit nicht zur Wahl antreten. Da die DKP-DRP bis dahin in noch keinem Bundesland eine Landeslizenz erhalten hatte, verhandelte er daraufhin in Schleswig-Holstein, wo die DKP bei den Landtagswahlen 1947 immerhin 3,1 % der Stimmen erhalten hatte, mit der Deutschen Partei über die Überlassung von Listenplätzen und Direktkandidaturen. Die Verhandlungen scheiterten aber daran, dass der DP-Landesvorsitzende Hans Ewers, ehemaliger DKP-Kreisvorsitzender in Lübeck, von der DKP verlangt hatte, Borck dürfe auf keinen Fall kandidieren. Schließlich erhielt die DKP-DRP doch noch Landeslizenzen für die Bundestagswahl und Borck kandidierte für seine Partei in Schleswig-Holstein, ohne jedoch ein Mandat zu erringen. Als sich Anfang 1950 Teile der DKP-DRP, besonders der niedersächsische Landesverband, mit der Nationaldemokratischen Partei zur Deutschen Reichspartei vereinigten, gehörte Borck zu der Minderheit, die die bisherige Partei unter der Bezeichnung Nationale Rechte aufrechterhielt. In Schleswig-Holstein nannte sich die NR weiterhin Deutsche Konservative Partei und beteiligte sich 1950 am „Deutschen Wahlblock“ aus CDU, FDP, DP und Schleswig-Holsteinischer Bauern- und Landvolkpartei, ohne jedoch einen aussichtsreichen Listenplatz zu erhalten. Kurz vor Vollendung seines 63. Lebensjahres starb Borck unerwartet an einem Herzinfarkt in seinem Wohnort Kellinghusen.